# Fête fédérale des yodleurs
La Fête fédérale des yodleurs est organisée tous les trois ans par l'association fédérale des yodleurs. Elle dure trois jours de vendredi à dimanche. On peut y entendre des yodleurs, des joueurs de cors des Alpes, et y voir des lanceurs de drapeau, qui participent à un concours honorifique pendant lequel ils sont jugés sur la qualité de leur prestation.
On compte environ 10 000 participants et 180 000 visiteurs (chiffres de la 26e fête fédérale des yodleurs à Aarau en 2005).
En début de soirée (vendredi et samedi), les concours s'arrêtent et tout le monde se réunit pour manger et danser en écoutant divers groupes de musique folklorique.
Le dimanche, le classement officiel est rendu avant le cortège qui met fin aux festivités.